# Jamalul Kiram III
Jamāl ibni Punjungan Dalus-Strattan al-Kirām (Maimbung, Joló, 16 de julio de 1938–Ciudad Quezon, 20 de octubre de 2013), más conocido como Jamālul Kirām III, fue un sultán de Joló. Además fue candidato para senador de las elecciones de Filipinas en 2007. Era el hijo mayor del sultán ya fallecido Punjungan Kiram y la jerife Usna Dalus-Strattan. Pertenecía a un linaje directo del primer sultán de Joló, Hashim Shariful de la tribu Bano-Hashimite, los descendientes directos de Mahoma. Participó como interino de sultán durante la ausencia de su padre mientras que en Sabah, Malasia (1974–1981) era proclamado en 1984 como uno de los 33 sultanes de Joló, que luego fue coronado el 15 de junio de 1986 en Joló.